# The Twisted Men
The Twisted Men est un recueil, composé en 1964, de nouvelles de science-fiction écrites par A. E. van Vogt (Canada), et n'est pas traduit en français dans son intégralité.

## Contenu
- Rogue Ship. Cette nouvelle a inspiré le roman Pour une autre Terre.
- The Earth Killers, 1949. Traduit en français sous le titre Les Assassins de la Terre, cette nouvelle est présente dans le recueil La Dernière Forteresse.
- The Star-Saint, 1951.